# ペルシア語
ペルシア語（ペルシアご、ペルシア語: فارسی [fɒːɾˈsiː] ( 音声ファイル)）は、イランを中心とする中東地域で話される言語。ペルシャ語、ファールシー語、パールシー語（پارسی‌）ともいう。
言語学的にはインド・ヨーロッパ語族－インド・イラン語派－イラン語群に分類される。ペルシア語は高度な文明を持っていた古代ペルシア帝国から現在に至るまでイラン高原を中心に使われ続けてきた言語であり、文献によって非常に古くまで系統をさかのぼることができる。ただし、現在のペルシア語にはアラビア語からの借用語が非常に多く、その形態は古代ペルシア語とはかなりの断絶がある。

## 言語名
ペルシア語での名称である「فارسی‌」（ファールシー）、日本語での名称である「ペルシア語」、英語での名称である「Persian」は、いずれも現代のイランの一地方であるファールス地方（古名: パールサ）に由来する。
ペルシア語では歴史的に「پارسی‌」（パールシー）という呼称もあったが、中世に/p/音のないアラビア語の影響により「فارسی‌」（ファールシー）となり、現在は日常的に専ら「ファールシー」が用いられる。歴史的には「ダリー語」という呼称も用いられてきたが、現在ではこの名称は一般にアフガニスタンのペルシア語を指す。
アフガニスタンでは1958年に「ダリー語」が公式の言語名として定められた。それ以前は現地のペルシア語話者は自分たちの言語を「ファールシー」と呼んでおり、外部からも「アフガン・ペルシア語」等の呼称で呼ばれていた。
タジキスタンでは「タジク語」を公式の言語名としている。

## 使用地域
おもにイラン・タジキスタン・アフガニスタン及びウズベキスタン・ロシア・コーカサス地方・バーレーン・イラクの一部でも話される。母語話者は4600万人を超えるとされている。イラン、タジキスタンでは唯一の公用語とされ、アフガニスタンではパシュトー語とともに公用語とされている。ペルシア語は複数中心地言語のひとつであり、イラン、アフガニスタン、タジキスタンでそれぞれ標準語が別個に定められている。
歴史的経緯により、アフガニスタンではダリー語、タジキスタンではタジク語と呼ばれる。これらは現在ではそれぞれの国におけるペルシア語の方言を指すが、イランのペルシア語とは発音や語彙、正書法などに違いがあり、別言語として扱われる場合もある。また、使用される文字も異なり、イランおよびアフガニスタンではアラビア文字に4文字を足したペルシア文字によって表記されるのに対し、タジキスタンではキリル文字によって表記される。
各国における使用状況としては、イランにおいては人口の51%を占めるペルシア人の母語であり、上記のとおりイランの唯一の公用語である。イラン国内においても多数の方言が存在するが、テヘラン方言がほぼ標準語としての地位を確立している。
タジキスタンにおいても、人口の約85%を占めるタジク人の母語であり、多数派の言語かつ唯一の公用語であるが、かつてこの地を支配していたソヴィエト連邦の言語であったロシア語の通用度も高い。タジク人はタジキスタン国内だけでなく、ウズベキスタン南部のブハラやサマルカンドといったオアシスの旧都やフェルガナ盆地の一部などで多数派となっており、これらの地域では住民の多くがタジク語を話す。ウズベキスタンにおけるタジク人の割合は4.8%（2017年）、タジク語話者の割合は4.4%となっている。
アフガニスタンでは人口の約32%を占めるタジク人がペルシア語（ダリー語）話者であり、また人口の12%を占める中部山岳地帯のハザーラ人もペルシア語と方言関係にあるハザラギ語を話すうえ、西部の少数民族・アイマーク人もまたペルシア語の方言であるアイマーク語を話すなど、人口のほぼ半分弱がペルシア語母語話者となっている。タジク人が多数を占める首都カーブルを含む北部の主要言語であり、南部の主要言語であるパシュトー語と並立状態にあるが、首都を言語圏としているうえにパシュトー語話者のかなりがダリー語を話せることもあり、共通語としてはダリー語の方が威信が高く広く使用される。このため、パシュトー語話者がほぼパシュトゥーン人のみで人口の47%を占めるのに対し、ダリー語話者は第二言語も含めれば人口の80%を占めている。

## 歴史
ペルシア語は、時代によって次のように「古」「中」「新」の３つに大別される。なお、日本では後者ふたつを「中世ペルシア語」、「近世ペルシア語」と呼ぶことが多いが、適切な名称とは言い難い。
1. 古代ペルシア語 … 古代ペルシア楔形文字を用いて書かれたアケメネス朝の碑文（紀元前6世紀 - 紀元前4世紀）によって知られる。
2. 中期ペルシア語 … パフラヴィー語とも呼ばれる。サーサーン朝頃に使われた。アラム文字から派生したパフラヴィー文字（中世ペルシア文字）を用いた。後述の口語のダリー語に対し、行政・宗教・文学で用いられた文語だった。
3. 新ペルシア語 … 現代では「ペルシア語」といえばふつう新ペルシア語を指す。7世紀から9世紀頃に原型であるダリー語（アフガニスタンで現在話されている同名の言語とは関係がない。起源はサーサーン朝の宮廷口語。「Dar(宮廷)-ī(の)」が語源とされる）が成立した。アラビア文字を改良したペルシア文字を用いている。特に「現代ペルシア語」ないし「現代ペルシア発音」という時は、新ペルシア語のうち、現代イランにおいて標準語とされているものを指し、古典的な新ペルシア語からはやや発音が変化している(i→e、u→o、q→ghなど）。

### 新ペルシア語の展開
651年にサーサーン朝がイスラム帝国（正統カリフ期）に滅ぼされてから200年ほどの間は、ペルシア語の文献は残っておらず、書記言語としてはアラビア語が用いられていた。ペルシア語そのものは、752年ごろのアフガニスタンの墓碑銘に残っており、他にもいくつかの文が断片的に発見されているが、これらはいずれもヘブライ文字などで書かれていた。しかし9世紀にはアラビア文字でペルシア語を書くことが一般化していったと考えられている。アッバース朝の衰退に伴って9世紀末ごろにホラーサーンに興ったサーマーン朝においてペルシア語は詩作に用いられ、ここからペルシア語は文章語として栄えるようになり、フェルドウスィーの『シャー・ナーメ』、オマル・ハイヤームの『ルバイヤート』、ニザーミーの『ホスローとシーリーン』などに代表されるペルシア文学が花開いた。サーマーン朝においてペルシア語は行政言語として用いられるようになり、以後東イランから中央アジアにおいて次々と興っていったイラン系の王朝もこれを踏襲した。また歴史・哲学などの学術書もこの言語で記された。
ペルシア語は、ペルシア語の母語話者以外にも広くリンガ・フランカとして用いられた。10世紀以降に中央アジアを支配したテュルク系民族は、ペルシア語を行政用語とし、ペルシア人の官僚を使用した。ガズナ朝やセルジューク朝のようなテュルク系の王朝がイランを支配しても、その状況は変わらなかった。オスマン・トルコ語やチャガタイ・トルコ語などのテュルク系の言語による文語が発達した後も、近代までペルシア語は併存しつづけた。そもそもオスマン語やチャガタイ語自体が、ペルシア語の強い影響を受けて成立したものだった。また、ティムール朝をはじめとする中央アジアの諸王朝は、ペルシア系・トゥルク系を問わずペルシア語を公用語として使用し続けた。さらに、ガズナ朝のインド侵攻以降デリー・スルターン朝やムガル帝国といった、中央アジアに起源をもつインド王朝が続き、これらの王朝は南アジアでペルシア語を公用語とした。このため、現代においてもウルドゥー語はペルシア語からの影響が非常に強く、帝国の領域に入ったベンガル語などにもペルシア語の語彙が流入した。オスマン帝国においては公用語はトルコ語系のオスマン・トルコ語であり、公的なペルシア語の重要性はやや低下したものの、文化言語としてはいまだに広く使用される言語のままだった。こうして、10世紀から19世紀前半にかけてはイラン高原を中心に西は小アジアからメソポタミア、北は中央アジアのマー・ワラー・アンナフル（アム川・シル川流域）、東はインド亜大陸にかけて広がる広大なペルシア語圏が成立していた。
しかしこのペルシア語圏は、ムガル帝国に代わってインドを支配したイギリスが1835年に英語を公用語としたこと、中央アジアにおいてブハラ・ハン国やコーカンド・ハン国を滅ぼしたロシア帝国が同じくロシア語を公用語としたこと、そして民族主義の勃興によってこれら地域の諸民族が現地の言葉を優先して使用する傾向が強まったことから、19世紀以降大幅に縮小し、ペルシア系民族の優勢なイラン・アフガニスタン・タジキスタンの3か国が主な現代の使用地域となった。
フェルドウスィーの頃のペルシア語にはアラビア語の影響は少なかったが、時代が下るにつれてアラビア語からの借用語が増え、また文語と日常語の間の差が大きくなった。これに対してペルシア語の近代化の運動が行われ、1903年にはペルシア語純化のための最初のアカデミー会議が持たれた。パフラヴィー朝の建国者であるレザー・パフラヴィーは1928年にイラン言語アカデミーを設立してペルシア語の近代化に努め、この過程においてアラビア語や西洋の言語からの何千もの借用語を人工的に固有語に置き換えた。

## 文字
イランやアフガニスタンにおいては、ペルシア語は28文字のアラビア文字を基本として、さらに4文字を加えた32文字のペルシア文字で表記される。数字もアラビア語で用いられるものとは微妙に形が異なる。また、イランではナスタアリーク体という書体が発展した。
一方、かつてロシアの統治下にあったタジキスタンではソヴィエト連邦統治時代の1930年に一度ラテン文字への記述法の切り替えが実施され、1940年にはさらにキリル文字への切り替えが行われたため、タジキスタン独立後もタジク語はキリル文字で表記されている。しかしこれに関しては、キリル文字に代表されるロシア・ソヴィエト連邦的なものからの決別を図る目的で、2000年代後半からラテン文字やアラビア文字への回帰論が盛んになってきている。
また、ペルシア語のラテン文字表記法も存在するが、定まった方式は存在せず、いくつかの表記法が併存している状態にある。
| ペルシア文字 | ペルシア文字 | ペルシア文字 | ペルシア文字 | ペルシア文字 | ペルシア文字 | ペルシア文字 | ペルシア文字 | ペルシア文字 | ペルシア文字 | ペルシア文字 | ペルシア文字 | ペルシア文字 | ペルシア文字 | ペルシア文字 | ペルシア文字 | ペルシア文字 | ペルシア文字 | ペルシア文字 | ペルシア文字 | ペルシア文字 | ペルシア文字 | ペルシア文字 | ペルシア文字 | ペルシア文字 | ペルシア文字 | ペルシア文字 | ペルシア文字 | ペルシア文字 | ペルシア文字 | ペルシア文字 | ペルシア文字 |
| ------------ | ------------ | ------------ | ------------ | ------------ | ------------ | ------------ | ------------ | ------------ | ------------ | ------------ | ------------ | ------------ | ------------ | ------------ | ------------ | ------------ | ------------ | ------------ | ------------ | ------------ | ------------ | ------------ | ------------ | ------------ | ------------ | ------------ | ------------ | ------------ | ------------ | ------------ | ------------ |
| ا            | ب            | پ            | ت            | ث            | ج            | چ            | ح            | خ            | د            | ذ            | ر            | ز            | ژ            | س            | ش            | ص            | ض            | ط            | ظ            | ع            | غ            | ف            | ق            | ک            | گ            | ل            | م            | ن            | و            | ه            | ی            |
| a            | b            | p            | t            | s            | j            | ch           | h            | x            | d            | z            | r            | z            | zh           | s            | sh           | s            | z            | t            | z            | ’            | gh           | f            | gh (q)       | k            | g            | l            | m            | n            | v/u          | h            | y/i          |

## 音韻
近代ペルシア語（新ペルシア語）の音韻は時代・地域によって異なるが、以下に示すのは、イランにおける現代標準ペルシア語の音韻である。
|          | 前舌 | 奥舌 |
| -------- | ---- | ---- |
| 狭母音   | iː   | uː   |
| 中央母音 | e    | o    |
| 広母音   | æ    | ɒː   |

以上のうち æ e o は短母音、 ɒː iː uː は長母音とされ、転写するときには a e o ā ī ū とすることが多い。ただし、a と ā は長短の違いだけではなく質的な違いが大きい。
ほかに二重母音 ej、ow がある。
単語によっては、半母音 j の前に短母音 ɪ （転写は i ）が現れることがある。
|                | 両唇音 | 歯音 | 後部歯茎音 硬口蓋音 | 軟口蓋音 | 声門音 |
| -------------- | ------ | ---- | ------------------- | -------- | ------ |
| 閉鎖音・破擦音 | p b    | t d  | tʃ dʒ               | k ɡ      | ʔ      |
| 摩擦音         | f v    | s z  | ʃ ʒ                 | x ɣ      | h      |
| 鼻音           | m      | n    |                     |          |        |
| 流音           |        | l, r |                     |          |        |
| 接近音         |        |      | j                   |          |        |

### 歴史的変遷
初期新ペルシア語は、中期ペルシア語と同様に八つの母音を持っており、母音には i, a, u の三つの単母音と ī, ē, ā, ō, ū の五つの長母音があった。その後の音変化により、現在のイラン・ペルシア語ではīとē、ōとūの区別が失われ、タジキスタン・タジク語ではiとī、uとūの区別が失われ、それぞれ母音が六つになった。一方、アフガニスタン・ダリー語では現在も八つの母音の区別を留めている。
以下の表は、新ペルシア語の母音の推移をまとめたものである。
| 初期新ペルシア語         | i | ī | ē | u | ū | ō | a | ā |
| アフガニスタン・ダリー語 | e | i | ē | o | u | ō | a | ā |
| イラン・ペルシア語       | e | ī | ī | o | ū | ū | a | ā |
| タジキスタン・タジク語   | i | i | e | u | u | ů | a | o |

## 文法
平叙文での語順は、主語 - 目的語 - 動詞のSOV型である。
名詞の複数形は単数形に ها （-hā）または ان （-ān）を加える。ān は一般に生物（とくに人間）に対して使うことが多いが、実際には hā も人間に対して使われる。アラビア語からの借用語はアラビア語に由来する複数形を取ることがある。
性はほぼ完全に消滅しており、代名詞にも存在しない。例えば英語の「he/she/it」は、ペルシア語ではいずれも「او(ū/ウー)」となる。
格変化はほぼ完全に消滅しており、代名詞にも存在しない。格を表す役割は、語順と前置詞・後置詞が果たしている。英語等の所有代名詞にあたるものは代名詞の接尾辞形で表される。
接置詞は前置詞を用いる。ただし、定目的格のみ後置詞 rā （後述）となる。
名詞が形容詞または名詞に修飾される場合、修飾される名詞の後ろに形容詞・名詞が来る。この際、修飾される名詞は語尾に「e」（名詞が子音で終わる場合）または「ye」（名詞が母音で終わる場合）がつく。これをエザーフェという。複合名詞では修飾される名詞の前に修飾する名詞・形容詞が来る。
冠詞はないが、目的語に後置詞 rā をつけると、それは特定のものを意味する。また、不定のものを意味する接尾辞 -ī がある。
形容詞は英語と同様、不変化である。比較級・最上級は存在する。
動詞は主語の数（単数・複数）、人称（一人称〜三人称）に応じて人称変化する。動詞には現在語幹と過去語幹があり、これに接頭辞と人称語尾を加えて、さまざまな形を作る。現在語幹からは現在形・命令法・仮定法などが、過去語幹からは不定法（辞書にはこの形で載る）・過去形・未来形・過去分詞などが作られる。
ペルシア語は分析的な複合動詞が非常に多く、名詞の後ろに کردن （キャルダン、kardan, する）、شدن （ショダン、šodan, なる）、زدن （zadan, 打つ）、دادن （dādan, 与える）などを組み合わせることでさまざまな動作を表すことができる。
助動詞は動詞の前に置く。分詞と動詞を組み合わせる場合、分詞は動詞の前に来る。

## 影響
ペルシア語はテュルク諸語、及びヒンドゥスターニー語をはじめとするインドの諸言語に大きな影響を与えた。これは、中央アジアから小アジアにかけてのテュルク系諸王朝や、北インドを支配したムガル帝国が行政言語としてペルシア語を使用していたことによる。その後インドにおいてはイスラム教徒とヒンドゥー教徒が対立し、ヒンドゥスターニー語がウルドゥー語とヒンディー語に政治的に分化するようになった。このさいヒンドゥー教圏においては言語純化運動が進められ、ペルシア語由来の借用語の多くがサンスクリットへと置き換えられた。一方でイスラム教圏においてはこれが行われなかったので、ウルドゥー語においてはペルシア語由来の借用語がそのまま保持された。この言語純化運動はトルコ語においても行われ、この過程でアラビア語やペルシア語由来の単語の多くがトルコ語へと置き換えられた。しかしそれ以後もペルシア語由来の単語は多く、その一つである土地、国を意味するスターンという語は南アジアから旧ソ連地域南部にかけて広がっている。また、アラビア語にも非常に多数のペルシア語が借用語として取り入れられた。行政言語にペルシア語を用いなかった地域においても、特に南アジアや東南アジアなどにおいて広くペルシア語の影響は認められる。これは、イスラム教が東方へと拡大する際、アラビア語が広まるまでの教育用言語として用いられていたのがペルシア語だったためである。ただしこの借用語には、アラビア語からペルシア語を経由して現地語へと流入したものも非常に多い。ベンガル語のうちイスラム教圏で話されているものやインドネシア語にはこうした借用語が多く存在する。
一方、ペルシア語の長い歴史を反映して、他の言語から多くの語彙を取り入れている。特にイスラーム教の公用語であるアラビア語から取り入れられた語彙が非常に多い。言語改革によってアラビア語からの語彙のいくつかはペルシア語に置き換えられたものの、今も多くの借用語が残っている。他にテュルク諸語、モンゴル語、ギリシア語、フランス語、英語などからも語彙を取り入れている。

### 日本語との関係
ペルシア語から直接日本語に借用された語は少ないが、ブドウやイチジクのように、ペルシア語から中国語を通じて日本語に入った言葉はいくつかある。それよりも多いのが、西洋の言語を経由して借用された語である。ただし、ペルシア語から西洋語に借用される間にトルコ語・アラビア語・ヒンディー語／ウルドゥー語などを経由している場合が多く、またペルシア語自身がこれらの言語からの借用であることも多いため、どれをペルシア語からの借用語とするか、難しいところがある。たとえばタージ・マハルがペルシア語とされることもあるが、タージもマハルも本来はアラビア語であり（ただし「タージ」はさらに元を辿るとペルシア語に由来している）、構文的にはヒンディー語／ウルドゥー語とも取れる。また、チューリップはトルコ語 tülbent に由来し、トルコ語はペルシア語 دلبند dolband の借用だが、ペルシア語での意味は「ターバン」であり、ペルシア語でチューリップは لاله ラーレ、lāle と呼ぶ。
以下に比較的問題の少ないものをあげる。
- カーキ خاک xāk ペルシア語で「土色の」という意味の語が、ウルドゥー語を経由して西洋の言語に入った[42]。

- キャビア خاویار xāv(i)yār
- キャラバン کاروان kārvān
- シタール سه se (3) + تار tār (弦)
- シャー شاه šāh
- シャーベット شربت sharbat もともとアラビア語起源であるが、英語にはペルシア語のシャルバトより入った。本来は、氷を入れて冷やしたシロップ類を意味するが、これが凍らせたものに限定し用いられるようになったとされている[43]。
- ジャスミン یاس yās, یاسمین yāsamīn
- ショール  شال šāl
- チェス (英語の chess は check の古い複数形。check は شاه šāh に由来。ペルシア語自身ではチェスのことは شطرنج šatranj と呼ぶ)
- チャードル چادر čādor
- バザール بازار bāzār
- パジャマ پا pā, پای pāy (足) + جامه jāme (衣)
- パラダイス  古代イラン語のpari-daizaに遡る。pariは「まわりに」、daizaは「（こねるなどして）形作る」という意味である。本来は「周りを粘土や日干しレンガで囲った場所」のことであったが、ギリシャ語に入り「遊楽園、庭園」の意味で用いられ、聖書のギリシャ語訳では「天国」の意味で使用されるようになった[44]。
- ピスタチオ پسته peste 中期ペルシア語ピスタグ（pistag）から来ている[45]。
- ピラフ پلو polow トルコ語を経由して入った。もともとのペルシア語のポローはたき込みご飯のことをいう[46]。
- ルーク رخ rox
- レモン لیمو līmū, لیمون līmūn ただし、本来はサンスクリット語のnimbū（ライム）が起源の可能性がある。イランを通り、アラビア語を経由しヨーロッパに入ったとされる[45]。